# Пурикани (Галац)
Пурикани (рум. Puricani) насеље је у Румунији у округу Галац у општини Берешти-Мерија. Oпштина се налази на надморској висини од 135 m.

## Становништво
Према подацима из 2002. године у насељу је живело 201 становника, од којих су сви румунске националности.